# Cathal mac Ruaidhrí
Cathal mac Ruaidhrí  (mort le 19 mars 1439)  est le 2e chef des Ua Conchobhair Donn et roi de Connacht de 1406 à sa mort.

## Origine
Cathal mac Ruaidhrí est le fils aîné de Ruaidhrí mac Toirdhealbhaigh, il appartient à la lignée des Ua Conchobair Donn issue de Toirdelbach mac Aeda Ua Conchobair qui dispute le trône de Connacht aux descendants de Felim mac Aeda Ua Conchobair les Ua Conchobair Ruadh

## Règne
Le 9 décembre 1406, 16 jours avant Noël, Toirdhealbhach Óg Donn mac Aodha meic Toirdhealbhaigh co-roi de Connacht depuis 22 années est tué par Cathal Duble fils ainé de Toirdhealbhach Ruadh mac Aodha meic Feidhlimidh l'autre co-souverain  de la lignée des Ua Conchobair Ruadh. Le meurtre est perpétué à  Crecan par Fidicen, dans le Clan Conway dans la résidence de Seaan le fils d'Edmund fils de Hubert fils de Sir David Burke. Ce dernier ainsi que Ben Mumann fille de Aodh mac Feidhlimidh et Diarmaid O' Tanaiden font partie de la conjuration 
Les Annales ne précisent pas qui devient alors roi de Connacht. On considère parfois que Cathal mac Ruaidhrí n'accède au trône qu'en 1425/1426 après la mort de Toirdhealbhach Ruadh mac Aodha meic Feidhlimidh. Toutefois, les sources récentes estiment qu'il succède directement à son cousin Toirdhealbhach Óg Donn mac Aodha comme second chef des Ua Conchobar Donn et comme roi de Connacht mais qu'il n'est souverain incontesté du Connacht que pendant la période de 1426 à 1439. 
Lorsqu'il meurt le 19 mars 1439, Tadg mac Toirdhealbhaigh Ua Conchobair Ruad  est reconnu « Ua Conchobair ou O'Connor » par les descendants de Felim pendant que Aodh mac Toirdhealbhaigh Óig Ua conchobair Donn est proclamé lui aussi « O'Connor » par Brian le fils de Domnhall mac Muirchertach O'Conchobhair Sligigh (O'Connor Sligo) seigneur de Cairbre (Carbury) dans l'actuel comté de Sligo. De ce fait, une guerre éclate immédiatement dans le Machaire-Connacht entre les petits-fils de Felim et les fils de Toirdhealbhach.

## Sources
- *(en) T.W Moody, F.X. Martin et F.J. Byrne, A New History of Ireland IX Maps, Genealogies, Lists. A companion to Irish History part II, Oxford, Oxford University Press, 2011, 690 p. (ISBN 978-0-19-959306-4)
- (en) Richard Killen, A Timeline of Irish History, Dublin, Gill & Macmillan, 2003, 112 p. (ISBN 0-7171-3484-9).
- (en) Art Cosgrove (dir.), A New History of Irland, Volume II  Medieval Ireland 1169-1534, Oxford, Oxford University Press, 2008, 1066 p. (ISBN 978-0-19-953970-3), p. 576-579 chapitre XX Ireland beyond Pale 1399-1460 :   Connacht: O’ Conchobhair Donn versus O’ Conchobhair Ruadh